# Allemagne-en-Provence
Allemagne-en-Provence, in der provenzalischen Sprache „Alemanha de Provença“ oder „Alemagno de Prouvènço“, ist eine französische Gemeinde im Département Alpes-de-Haute-Provence mit 539 Einwohnern (1. Januar 2022). Die Einwohner heißen Allemagniens.

## Geografie
Die Gemeinde Allemagne-en-Provence liegt im Tal der Colostre, einem Nebenfluss des Verdon, etwa 60 Kilometer nordöstlich von Aix-en-Provence. Im nördlichen Gemeindegebiet verläuft das Flüsschen Pinet. Die Nachbargemeinden sind Riez im Nordosten, Montagnac-Montpezat im Osten, Esparron-de-Verdon im Süden, Saint-Martin-de-Brômes im Westen und Valensole im Nordwesten. Die Gemeinde gehört zum Regionalen Naturpark Verdon. Der Ort wird von der D 952 durchquert.

## Geschichte

### Frühgeschichte
Erste Erwähnung findet der Ort im Jahr 429 in den Texten der Chronologie des Klosters Lérins. Der Name des Ortes hat nach Ansicht von Historikern nichts mit Deutschland, sondern eher mit dem lateinischen ara magna (großer Altar [im Sinne von Ebene]) oder der gallischen Göttin der Fruchtbarkeit Alemona zu tun. Manche sehen im Namen jedoch eine ehemalige Kolonie der Alemannen gespiegelt, was erheblich glaubwürdiger ist, da dieses Gebiet nach Abzug der Goten von einer Franken-Alemannen-Union erobert und den Alemannen-Fürsten zugeschlagen wurde, bevor es schließlich ins fränkische Reich eingegliedert wurde.

### Mittelalter
Der Wohnturm des Schlosses stammt aus dem 12. Jahrhundert. Die Burganlage des 13. Jahrhunderts gehörte den Herren von Castellane und wurde im 16. Jahrhundert zu einem Renaissance-Schloss mit mehreren Stockwerken umgebaut. In der zweiten Hälfte des 18. Jahrhunderts hielt die Produktion der Fayence Einzug. Diese Keramikart wurde bis 1820 hergestellt.

### Bevölkerungsentwicklung
| Jahr      | 1962 | 1968 | 1975 | 1982 | 1990 | 1999 | 2007 | 2016 |
| Einwohner | 215  | 219  | 202  | 258  | 355  | 379  | 494  | 529  |

## Sehenswürdigkeiten
- Schloss aus dem 14. Jahrhundert (Monument historique, siehe Beschreibung beim französischen Kulturministerium)